# Molok
Denna artikel handlar om den babylonska eldsguden, för ödlan med samma namn se Taggagam.

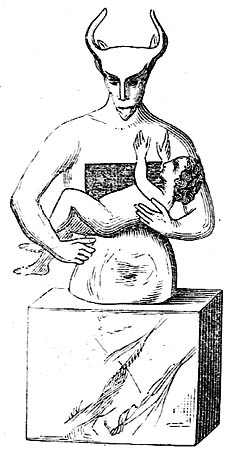
Molok.

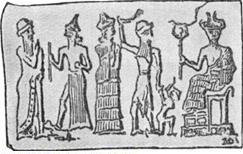
Molok på en cylinder med figurer från det forntida Babylon.

Molok, Malik eller Molek (även Melek, Milkom eller Molkom) är en gud som omnämns i Bibeln. I Karthago var molek namnet på ett slags barn- eller djuroffer. Eventuellt har författarna av de gammaltestamentliga böckerna missförstått grannfolkets seder och tolkat själva offret som namnet på en gud; i vilket fall har någon gud vid namn Molok aldrig tillbetts. I överförd bemärkelse används Molok i betydelsen omättligt vidunder.

## Molok i populärkulturen
- Seriefiguren Hellboy, skapad av Mike Mignola, möter en konstnär som är besatt av Molok och har skulpterat en stor avbild som sedan fått eget liv (The Chapel of Moloch).
- Åsa Larsson har skrivit kriminalromanen Till offer åt Molok.
- Molok omnämns i Allen Ginsbergs dikt Howl. Detta stycke citeras även i Stefan Jarls film Ett anständigt liv.
- Molok omnämns i Voltaires Traktat om toleransen (2014), s. 81.
- Molok omnämns i Klas Östergrens kortroman Giganternas brunn (1981).